# العين الخضراء (فلم)
العين الخضراء (بالإنجليزية: The Green Eyed) هو فيلم درامي نيجيري صدرَ عام 2015 من إخراج بليسينغ يوديفو ومن بطولة نسي إكبي إتيم وكالو إكواجو وتامارا إتييمو وبلوسوم شوكووجوكوو. صُوِّر الفيلمُ في بورت هاركورت.

## طاقم التمثيل
- نسي إكبي إتيم
- كالو إكواجي
- تمارا إيتيمو
- بلوسوم شوكووجوو
- تانيا نوسو
- إندي أبانونكوا
- فيل إيزيبو